# Stadion Sportowy w Kaliszu
Stadion Sportowy w Kaliszu – wielofunkcyjny stadion w Kaliszu, na Rajskowie, w Parku Sportowym, wzniesiony w latach 1926–1927, otwarty 7 sierpnia 1927; na stadionie znajduje się najstarszy w Polsce tor kolarski. 
Stadion posiada boisko piłkarskie ze sztuczną trawą o wymiarach 105 m × 68 m, betonowy tor kolarski o długości 500 m i zadaszoną trybunę o pojemności 500 miejsc.
Domowy stadion klubu piłkarskiego KKS Kalisz, a następnie KKS 1925 Kalisz.